# 知久馬二三子
知久馬 二三子（ちくま ふみこ、1937年2月1日 - ）は、日本の政治家、元三朝町議会議員（4期）、社会民主党鳥取県連合顧問。元衆議院議員（1期）。

## 経歴
鳥取県出身。1952年三朝町立三朝中学校を卒業後、三徳村役場に入り、合併後の三朝町の健康対策課長・町民生活課長や町立みささ図書館長を務めた。他にも鳥取県評婦人部長や自治労鳥取県本部副部長を歴任した。1996年の総選挙で社会民主党から鳥取県第1区に立候補するが落選。比例代表中国ブロックでも次点に終わった。翌1997年、三朝町議に当選。日本婦人会議鳥取県本部議長を務めた。1999年、秋葉忠利の広島市長選への立候補による辞職で衆議院議員に繰上げ当選。衆議院では地方行政委員会に所属した。翌2000年の総選挙で落選した。2001年の三朝町議選に再び立候補して当選、2005年、2009年にも再選された（無投票）。2010年には社民党鳥取県連合代表に就任し2012年に再任された。2013年の町議選には立候補せず政界引退。2017年に社民党鳥取県連代表を退任し、顧問に就任。

## 政策
- 選択的夫婦別姓制度に賛成[11]。